# Kats (dorp)
Kats is een dorp en voormalige gemeente in het zuidoosten van Noord-Beveland, in de Nederlandse provincie Zeeland. Het inwonertal bedraagt 460 personen (1 januari 2023).

## Geschiedenis
De oudste vermelding van het dorp dateert uit de 10e eeuw. Het ging vermoedelijk om een plek waar rondtrekkende schaapherders tijdelijk verbleven.
In de middeleeuwen werd Kats anders genoemd, namelijk Suburchdike; het zou nauwe banden met Souburg hebben gehad. Het moet een welvarend dorp zijn geweest, met een haven en kasteel.
Kats was een zogenaamde heervaartplaats: als de landsheer troepen nodig had, dienden de daartoe aangewezen bewoners zich te verzamelen op een centraal punt. Voor de Zeeuwse en Hollandse eilanden zou het rond het jaar 1050 gaan om 1500 man die zich te Kats moesten melden; in 1298 ging het om het dubbele aantal. Tevens fungeerde Kats vanaf 1300 als vergaderplaats voor de graaf en de belangrijkste Zeeuwse edelen, om te spreken over financiële zaken. Bij het dorp stond het kasteel van Kats, waar de belangrijke familie Van Kats zijn thuisbasis had.
Het dorp had te lijden van overstromingen. In 1334 brak de zeedijk door, waarbij vermoedelijk het dorp is verwoest. Landinwaarts werd het dorp herbouwd.
Tijdens een stormvloed op 5 november 1530 verdween heel Noord-Beveland in de golven. In Kats kwamen 150 mensen om. In 1532 vaagde de Allerheiligenvloed vrijwel alle bebouwing van Noord-Beveland weg.

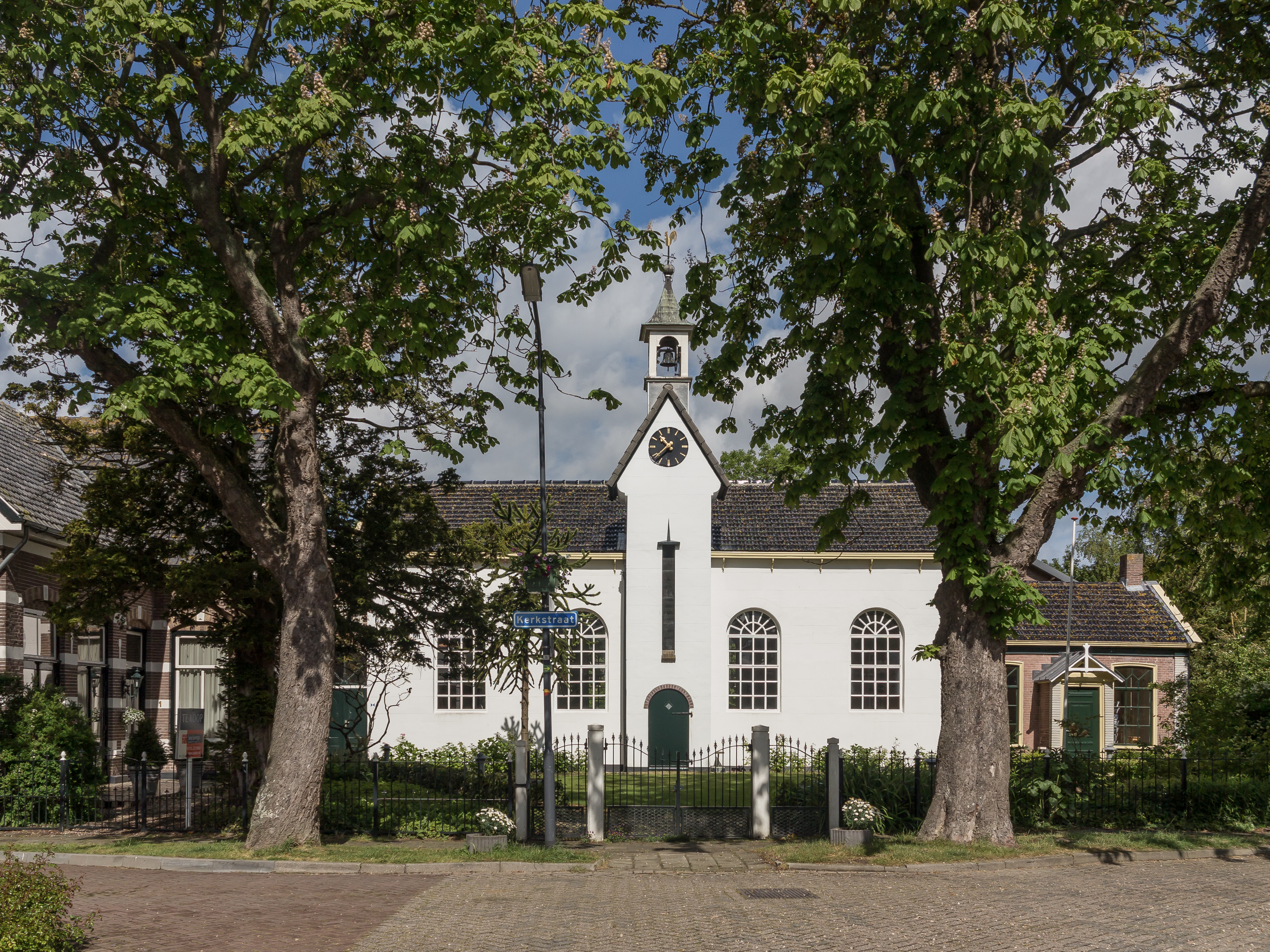
Kats, de Nederlands Hervormde kerk

Pas in 1598 werd een deel van Noord-Beveland weer ingepolderd, en werden de dorpen Colijnsplaat en Cats volgens een plan met haakse kavels opgebouwd. De naam komt waarschijnlijk van de gelijknamige familie; in een oorkonde uit 1209 al genoemd als Caths. Cats groeide slechts langzaam, onder andere als gevolg van een pest-epidemie van 1603 tot 1605 en een tweede in 1650. In 1629 stond er al wel een molen. In 1659 woonden er voldoende mensen voor een eigen hervormde gemeente. De eerste predikant was Johannes Jones. Zoals meer inwoners van Noord-Beveland, was hij geboren in Engeland. In 1687 werd in Kats het Witte kerkje gebouwd.
In 1922 werd de molen op de dijk bij Kats verwoest. In de jaren dertig werd gesproken over een bestuurlijke herindeling, en in 1941 gingen Colijnsplaat, Kats en Kortgene op in de gemeente Kortgene. In 1998 werd het 400-jarig bestaan van Kats gevierd, 10 jaar later, in 2008 het 800-jarig bestaan. Het ging hierbij om verschillende plekken waar het dorp Kats was gevestigd.

## Economie
Het dorp heeft een jachthaven. Voor de bouw van de Zeelandbrug werd bij Kats een werkhaven aangelegd met twee grote portaalkranen, waar de brugelementen werden gebouwd. De voormalige werkhaven is nu in gebruik als op- en overslagterrein in beheer bij een bouwbedrijf.
Bij Kingfish Zeeland worden geelstaart vissen op het land gekweekt. In grote bakken worden de vissen grootgebracht en in 2017 werd de eerste kweekvis verkocht.

## Omgeving
In de Oosterschelde bij Kats ligt het natuurreservaat Katseplaat. Het is eigendom van de Vereniging tot Behoud van Natuurmonumenten. Bij Kats ligt een landschapstuin van 4 hectare met meer dan duizend soorten rozen; De Zeeuwse Rozentuin.

## Geboren
- Dirk Cornelis Geijskes (1907), entomoloog, directeur Surinaams Museum in Paramaribo